# رنگ فرح (آلبوم)
 رنگ فرح نام یک آلبوم موسیقی اثر نورالدین رضوی سروستانی، هنرمند ایرانی است که در سبک  سنتی تهیه شده و دارای ۱۰ آهنگ است. 

## فهرست آهنگ‌ها
| ردیف | آهنگ                         |
| ۱    | آواز بیات اصفهان             |
| ۲    | صوفی نامه                    |
| ۳    | تکنوازی سه تار               |
| ۴    | رنگ فرح، دستگاه همایون       |
| ۵    | تکنوازی تمبک                 |
| ۶    | تکنوازی کمانچه، مخالف سه گاه |
| ۷    | آواز، مثنوی مخالف سه گاه     |
| ۸    | تکنوازی نی، دستگاه سه گاه    |
| ۹    | آواز، دستگاه سه گاه          |
| ۱۰   | گروه نوازی، مخالف سه گاه     |